# Basquette
Le basquette (ou basketball à six contre six) est un sport collectif uniquement féminin dérivé du basket-ball inventé en 1895 par Clara Gregory Baer. 
Il s'agit d'une adaptation des règles originelles du basket-ball destinée à la pratique féminine. Les équipes comportent six joueuses, et non cinq : trois ailières et trois meneuses. Seules les ailières peuvent effectuer des tirs et attaquer, tandis que les meneuses doivent rester dans leur moitié de terrain et uniquement défendre. Enfin, il n'est pas possible de dribbler à répétition : les joueuses ne peuvent le faire qu'à deux reprises, puis doivent tirer ou passer. 
Les règles masculines du basket-ball se sont peu à peu imposées en basket-ball féminin, bien que certaines fédérations américaines comme celles de l'Iowa ou l'Oklahoma ont pratiqué cette variante jusqu'au début des années 1990. L'entraineuse la plus titrée sous les règles du basquette est Bertha Teague, la première femme à entrer au Basketball Hall of Fame.